# Jesse Dylan
Jesse Dylan (Nueva York, 6 de enero de 1966) es un director cinematográfico estadounidense y fundador y director creativo de la compañía de producción de medios Wondros. Hijo del músico Bob Dylan y de Sara Lownds, Jesse también es miembro de Council on Foreign Relations y TED, así como fundador de Lybba, una organización no lucrativa dedicada a beneficios para la comunidad, datos y tecnología en la asistencia sanitaria.

## Biografía
Dylan nació en Nueva York el 6 de enero de 1966 y es el hijo mayor del matrimonio entre el músico Bob Dylan y su primera mujer, Sara Lownds. Bob y Sara se divorciaron cuando Jesse tenía once años de edad, edad a la que acudió a la escuela de cine de la Universidad de Nueva York. donde comenzó su carrera dirigiendo videoclips para clientes como Tom Waits, Elvis Costello, Tom Petty, Lita Ford, Public Image Limited, y Lenny Kravitz.
Jesse también fundó Wondros, una compañía de producción especializada en la traducción de ideas empresariales y prosociales complejas en mensajes simples para los medios. Los clientes de Wondros son una mezcla de organizaciones empresariales, corporaciones e invividuos, entre los que destacan Clinton Global Initiative, Desmond Tutu, Creative Commons, The Columbia School of Journalism, TED, Ford Foundation, Bill and Melinda Gates Foundation, Harvard University, MIT Media Lab, Major League Baseball y Oprah Winfrey Network. En Wondros, Dylan se centra en explorar y explicar los proyectos innovadores. Una película para la CERN que explica el gran colisionador de hadrones llevó a Fast Company a nombrar a Dylan una de las personas más creativas de 2010.
Además, ha creado proyectos de medios para un grupo diverso de organizaciones, incluyendo la lucha contra el SIDA de (RED) y un cortometraje explorando la innovación en el proyecto CATALYST de la escuela médica de Harvard. Dylan es también un miembro activo de TED, donde ha creado materiales y cortometrajes en apoyo de la empresa.